# Gold Exchange Standard
 (juin 2023).
Si vous disposez d'ouvrages ou d'articles de référence ou si vous connaissez des sites web de qualité traitant du thème abordé ici, merci de compléter l'article en donnant les références utiles à sa vérifiabilité et en les liant à la section « Notes et références ».
Le Gold Exchange Standard, étalon de change-or en français, est une organisation du système international des changes qui limite la conversion en or des monnaies pour la compensation des soldes de balances de paiement. Il tente d'instaurer un nouveau système monétaire international à la suite de l'arrêt en 1914 du Gold Standard ou étalon-or, avec lequel il ne faut pas le confondre.
Il s'oppose au gold standard, où toutes les monnaies sont convertibles en or et au système des changes flottants où le prix des devises se détermine au jour le jour sur le marché des changes : c'est le dernier  système qui prévaut depuis 1971 avec l'arrêt de convertibilité du dollar en or, et de jure depuis les accords de la Jamaïque de 1976.

## Le Gold Exchange Standard de 1922
En 1914, du fait de la Première Guerre mondiale, le Gold Standard devient intenable en tant que les plus grandes puissances économiques et monétaires (à l'exception des États-Unis) ne peuvent plus supporter les Golden Fitters (les règles qui assurent le bon fonctionnement de ce système économique). En effet, les belligérants majeurs doivent recourir à une forte augmentation de leur masse monétaire afin de supporter l'effort de guerre sans pour autant augmenter de manière proportionnelle leur stock d'or. Le système monétaire mondial en place depuis le dernier tiers du XIXe siècle s'écroule donc.  
À la fin de la guerre, les pays n'ont qu'une obsession : rétablir un système monétaire stable qui garantisse la bonne santé économique des États. Des outils de mesure économique tels que le produit intérieur brut (PIB) qui ne sera inventé que douze ans plus tard par Kuznets, n'existent donc pas, et les pouvoirs publics ne gèrent alors la stabilité monétaire du pays qu'en vertu de dogmes néo-classiques. Néanmoins, les États ne peuvent pas revenir au système monétaire d'avant-guerre car les coûts générés par les conflits ont inversé les flux économiques et marchands dans le monde. En effet, avant la guerre, les pays européens possédaient une balance commerciale positive qui leur permettait de générer un stock d'or constant ; tandis que les pays tels que les États-Unis ou le Japon possédaient une balance commerciale structurellement négative du fait de leur dépendance économique et marchande avec le Royaume-Uni particulièrement. Durant la guerre cependant, les belligérants majeurs ont besoin de matières premières (surtout la Triple Entente) et de capitaux afin de pouvoir continuer à produire en tant que, selon Lloyd George, « cette guerre est une guerre industrielle, la production est tout dans ce combat, combat qui ne sera pas gagné sur les champs de bataille mais dans les usines de France et de Grande Bretagne ». Les États européens s'endettent donc massivement, leur stock d'or diminue et la valeur des monnaies européennes aussi afin de faire tourner les usines à plein régime. Ainsi, à la fin de la Grande Guerre, les États-Unis se retrouvent avec 50 % du stock d'or mondial. 
Les États de l'Entente, qui contrôlent l'économie mondiale grâce au musellement de l'Allemagne, décident donc d'un nouveau système monétaire mondial qui ne reposerait pas uniquement sur le rapport entre le stock d'or et la masse monétaire à l'échelle nationale en tant que cela serait trop désavantageux pour la France et la Grande-Bretagne. Notons que malgré la croissance fulgurante qu'ont connue les États-Unis durant la Grande Guerre, ceux-ci ne possèdent pas encore la puissance et la volonté de jouer un rôle véritablement déterminant sur le plan diplomatique comme le montre l’isolationnisme dont ils font preuve à partir de 1922 et l'échec cuisant de Woodrow Wilson et de ses 14 points lors du traité de Versailles. Les vainqueurs s'entendent donc sur la mise en place d'un nouveau système monétaire mondial : le Gold Exchange Standard. 
Le Gold Exchange Standard repose sur la création de deux types de monnaies : 
- Les monnaies de premier rang (seulement le dollar au départ) ont une parité fixée sur l'or afin de garantir la valeur de la monnaie (les agents économiques contemporains nécessitant une contrepartie à la monnaie possédant une prétendue valeur intrinsèque réelle).
- Les monnaies de second rang dont la parité est fixée par rapport aux monnaies de premier rang.

De ce fait, la valeur des monnaies de second rang est garantie par la stabilité et la pérennité présupposée des monnaies de premier rang. De plus, les pays peuvent plus facilement faire varier la valeur de leur monnaie et les politiques monétaires sont facilitées par une plus grande mobilité des capitaux : la monnaie circule plus vite que l'or car les pays possédant une monnaie de premier rang sont plus enclins à prêter de la monnaie que de l'or outre le fait que les outils bancaires monétaires permettent des échanges plus fluides.
La mise en place du Gold Exchange Standard se décide lors des Accords de Gênes de Mai 1922. L'économiste John Maynard Keynes en fut le témoin. Tous les pays à économie de marché y participent à l'exception des États-Unis qui affiche sa volonté de ne pas prendre part à ce nouvel ordre monétaire mondial. À l'époque, seul le Royaume-Uni apparaît comme un pays suffisamment puissant pour devenir une banque centrale de premier rang. Londres met donc en place la politique de déflation la plus violente de son histoire, ce qui va lui permettre de retrouver héroïquement sa parité or d'avant guerre en à peine deux ans. Le pays contracte sa masse monétaire afin que le rapport de proportionnalité entre le stock d'or et la masse monétaire soit le même qu'en 1913 car son stock d'or a considérablement diminué. En mai 1924, la livre sterling devient donc une monnaie de premier rang. Le pays a néanmoins fait nombre de sacrifices pour arriver à ce résultat et cela va considérablement handicaper sa croissance durant l'entre-deux-guerres tant et si bien qu'en 1929, le Royaume-Uni est le seul pays à ne pas avoir retrouvé le niveau de son PIB d'avant-guerre (selon des estimations faites à posteriori). 
Le franc français devient, bien plus tard, à partir de 1928, une monnaie de premier rang, mais le système est fragilisé par l'isolationnisme en vigueur, l'instabilité du système monétaire et économique britannique (et donc de tous les pays utilisant la livre comme monnaie de premier rang). Ce que révélera la Grande Dépression qui se fait sentir dès 1930. Le 21 septembre 1931, le gouvernement britannique décide d'abandonner la convertibilité de la livre en or, ce qui permet de dévaluer la livre (baisser sa valeur). La spéculation sur la livre n'est plus possible donc les spéculateurs spéculent sur le dollar, qui lui est convertible en or. En 1933, Roosevelt décide à son tour de suspendre la convertibilité du dollar en or pour le dévaluer (il le dévalue à nouveau en 1934) : en réalité, le prix de l'once d'or est augmenté à 35 dollars (contre 20 dollars avant 1914).
Le système monétaire international, institué à Gênes en 1922, le Gold Exchange Standard, ne peut plus fonctionner. 

## Création de zones monétaires dans les années 1930
Il faut préciser que la création de zones monétaires intervient à la suite de la crise de 1929 dont les conséquences ont été une baisse de la production, du taux de croissance et surtout des mesures protectionnistes ayant contribué par exemple du bloc sterling.
Chaque pays essaie de développer ses exportations en dévaluant sa monnaie. Cela crée les zones monétaires, annonce la fin du Gold Exchange Standard qui s'inscrit alors dans le repli sur soi.

### Zone Livre Sterling ou Bloc Sterling
Il y a alors création de zones monétaires. La zone Livre Sterling ou Bloc-Sterling est créée en 1931 au moment où le Royaume-Uni décide de mettre fin à la convertibilité de la livre en or, pour dévaluer la livre de 30 %.
Le Brésil, les pays scandinaves, le Portugal, l'Égypte ainsi que tous les pays du Commonwealth excepté le Canada en font partie. Il s'agit de pays qui entretenaient des relations commerciales avec la Grande-Bretagne et qui avaient alors avantage à rattacher leur monnaie à la livre sterling plutôt que de maintenir la parité à l'égard de l'or.
Ce bloc s'opposait à celui du Bloc-or.

### Zone Dollar
La zone Dollar est créée en 1933 quand la convertibilité du dollar en or est suspendue et que le dollar est dévalué. Le dollar est à nouveau dévalué en 1934 de 40 %. Une équivalence en or est fixée mais il reste inconvertible. 1 once d'or = 35 $. Les Philippines et les pays d'Amérique sans le Brésil en font partie.

### Zone Bloc Or
En 1933 est créé le bloc or autour du franc. La monnaie de ces pays reste convertible en or jusqu'en 1936 lorsque le franc est dévalué (Belgique, France ainsi que toutes ses colonies, Italie, Pays-Bas, Pologne et Suisse).
Les pays du Bloc-or connurent tout d'abord une intensification de la déflation, en raison de la pression à la baisse qu'exerçait sur les prix-or la dépréciation des monnaies du Bloc-sterling.
Lorsque les seuils socialement insupportables de la déflation furent atteints, les pays-or se détachèrent successivement du Bloc-or, soit en dévaluant leur monnaie, comme la Belgique en 1935, soit en la laissant flotter avant de choisir une nouvelle parité, comme aux États-Unis en 1933-34. En France, le gouvernement du Front populaire choisit la dévaluation du franc Poincaré en 1936, conséquence logique des politiques de déflation menées par Laval. Le flottement du franc fut d'abord permis à l'intérieur d'un large intervalle, après quoi il fut finalement rattaché à livre sterling, en 1937 après la dévaluation du gouvernement Chautemps. Sous le gouvernement Daladier, le franc est dévalué une troisième fois.

## Gold Exchange Standard de 1944
Le Gold Exchange Standard mis en place dans le cadre des accords de Bretton Woods après que la guerre de quarante réduisit la convertibilité au seul dollar américain.
Dans un tel système, les États « défendent » leur parité, aidés éventuellement par des prêts mutualisés (c'était le rôle du FMI) ; cependant, avec l'accord général, des ajustements restent possibles, si les dévaluations restent raisonnables.